# David Izonritei
David Izonritei (Lagos, 29 de abril de 1963) es un deportista nigeriano que compitió en boxeo. Participó en los Juegos Olímpicos de Barcelona 1992, obteniendo una medalla de plata en el peso pesado.
En marzo de 1993 disputó su primera pelea como profesional. En su carrera profesional tuvo en total 33 combates, con un registro de 27 victorias y seis derrotas.

## Palmarés internacional
| Juegos Olímpicos | Juegos Olímpicos   | Juegos Olímpicos | Juegos Olímpicos |
| Año              | Lugar              | Medalla          | Categoría        |
| ---------------- | ------------------ | ---------------- | ---------------- |
| 1992             | Barcelona (España) | Medalla de plata | 91 kg            |